# Mosset
Mosset is een gemeente in het Franse departement Pyrénées-Orientales (regio Occitanie). De plaats maakt deel uit van het arrondissement Prades. Mosset telde op 1 januari 2022 313 inwoners.

## Geografie
De oppervlakte van Mosset bedroeg op 1 januari 2022 71,93 vierkante kilometer; de bevolkingsdichtheid was toen 4,4 inwoners per km².

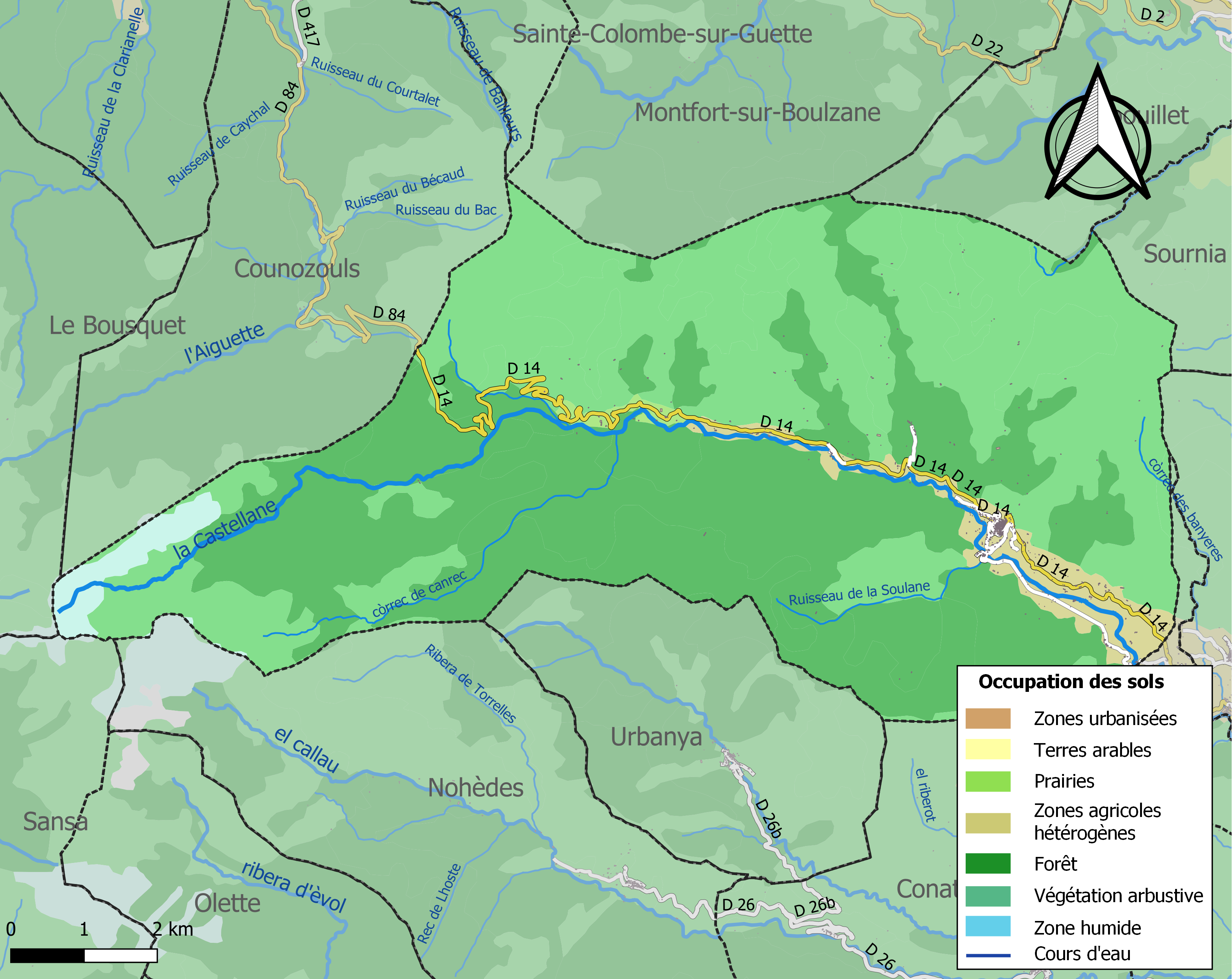
Kaart van de gemeente met de belangrijkste infrastructuur, bodemgebruik en omliggende gemeenten

## Demografie
Onderstaande figuur toont het verloop van het inwonertal (bron: INSEE-tellingen).